# Miss Intercontinental 2011
Miss Intercontinental 2011 fue la cuadragésima (40.ª) edición del certamen Miss Intercontinental, correspondiente al año 2011; la cual se llevó a cabo el 7 de octubre en Orihuela, España. Candidatas de 60 países y territorios autónomos compitieron por el título. Al final del evento, Maydelise Columna Rodríguez, Miss Intercontinental 2010 de Puerto Rico, coronó a Jessica Ann Hartman, de Estados Unidos, como su sucesora.

## Resultados
| Posiciones                 | Candidata |
| -------------------------- | --- |
| Miss Intercontinental 2011 | - Estados Unidos - Jessica Ann Hartman |
| Primera Finalista          | - España - Gloria Martínez Giménez |
| Segunda Finalista          | - Jamaica - Chavoy Gordon |
| Top 5                      | - China - Gong Rui - Etiopía - Betelhem Hailu Legesse |
| Top 15                     | - Bolivia - Daniela Michelle Núñez del Prado Serrano - Corea del Sur - Ying Ye-seung - Cuba - Damaris Yamila Aguiar Gómez - India - Ipsita Pati - Mauricio - Laetitia Darche - Portugal - Olívia Ortiz - Puerto Rico - Chanty Marie Vargas Meléndez - Rusia - Ksenia Sergeyevna Frolova - Sudáfrica - Ti-Amore Fourie - Uruguay - Patricia Callero Passarino |

### Reinas Continentales
| Continente     | Candidata                              |
| -------------- | -------------------------------------- |
| África         | - Etiopía - Betelhem Hailu Legesse     |
| América        | - Estados Unidos - Jessica Ann Hartman |
| Asia y Oceanía | - China - Gong Rui                     |
| Caribe         | - Jamaica - Chavoy Gordon              |
| Europa         | - España - Gloria Martínez Giménez     |

## Premiaciones
| Premio               | Candidata                              |
| -------------------- | -------------------------------------- |
| Miss Simpatía        | - Inglaterra - Stephanie Hodson        |
| Miss Fotogénica      | - Martinica - Kathlyn Desire           |
| Mejor Traje Nacional | - Perú - Silvana Vásquez Monier        |
| Mejor Cuerpo         | - Uruguay - Patricia Callero Passarino |

## Candidatas
60 candidatas compitieron por el título:
(En la tabla se utiliza su nombre completo, los sobrenombres van entrecomillados y los apellidos utilizados como nombre artístico, entre paréntesis; fuera de ella se utilizan sus nombres «artísticos» o simplificados).
| País/Territorio      | Candidata                                | Estatura | Residencia              |
| -------------------- | ---------------------------------------- | -------- | ----------------------- |
| Alemania             | Leslie Braumann                          | 1.73 m   | Brunswick               |
| Argelia              | Hadjer Nezzar Kebaili                    | 1.71 m   | Argel                   |
| Argentina            | Johanna Mariel Lašić Cid                 | 1.82 m   | Buenos Aires            |
| Armenia              | Vergine Serova                           | 1.71 m   | Ereván                  |
| Australia            | Erika Fox                                | 1.76 m   | Canberra                |
| Austria              | Katharina Zinz                           | 1.74 m   | Thalheim bei Wels       |
| Bélgica              | Melissa Vingerhoed                       | 1.74 m   | Etterbeek               |
| Belice               | Kimberly Kamish                          | 1.74 m   | Dangriga                |
| Bolivia              | Daniela Michelle Núñez del Prado Serrano | 1.75 m   | Santa Cruz de la Sierra |
| Brasil               | Luisa de Almeida Lopes                   | 1.75 m   | Porto de Galinhas       |
| Bulgaria             | Mirela Petrova                           | 1.70 m   | Sofía                   |
| China                | Gong Rui                                 | 1.75 m   | Pekín                   |
| Colombia             | Tatiana Nájera Cardona                   | 1.72 m   | Cartagena de Indias     |
| Corea del Sur        | Ying Ye-seung                            | 1.74 m   | Seúl                    |
| Cuba                 | Damaris Yamila Aguiar Gómez              | 1.65 m   | Cienfuegos              |
| Dinamarca            | Maria Bostrom Nielsen                    | 1.80 m   | Copenhague              |
| El Salvador          | Adriana Aldana Navarro                   | 1.78 m   | San Salvador            |
| España               | Gloria Martínez Giménez                  | 1.80 m   | Barcelona               |
| Estados Unidos       | Jessica Ann Hartman                      | 1.77 m   | Pueblo                  |
| Estonia              | Heleene Mäeots                           | 1.78 m   | Tallin                  |
| Etiopía              | Betelhem Hailu Legesse                   | 1.76 m   | Adís Abeba              |
| Filipinas            | Kathleen Anne Loyola Po                  | 1.73 m   | Manila                  |
| Georgia              | Natia Kacharava                          | 1.75 m   | Tiflis                  |
| Grecia               | Christiana Siamanta                      | 1.78 m   | Atenas                  |
| Guadalupe            | Emilie Chergui                           | 1.70 m   | Capesterre-Belle-Eau    |
| Guatemala            | Claudia Adriana García Álvarez           | 1.70 m   | Chimaltenango           |
| Honduras             | Mónica Kristel Menéndez Brocatto         | 1.72 m   | Omoa                    |
| Hungría              | Anikó Hódi                               | 1.74 m   | Szeged                  |
| India                | Ipsita Pati                              | 1.78 m   | Visakhapatnam           |
| Inglaterra           | Stephanie Hodson                         | 1.84 m   | Upton                   |
| Jamaica              | Chavoy Gordon                            | 1.78 m   | Kingston                |
| Kazajistán           | Taikenova Akmaral                        | 1.77 m   | Pavlodar                |
| Kosovo               | Gentiana Cana                            | 1.71 m   | Pristina                |
| Letonia              | Simona Kubasova                          | 1.74 m   | Riga                    |
| Líbano               | Madalina Lichaa                          | 1.79 m   | Beirut                  |
| Luxemburgo           | Melanie Santiago Durán                   | 1.74 m   | Luxemburgo              |
| Macedonia            | Ivona Krsteva                            | 1.76 m   | Kavadarci               |
| Martinica            | Kathlyn Desire                           | 1.72 m   | Sainte-Luce             |
| Mauricio             | Laetitia Darche                          | 1.75 m   | Port Louis              |
| México               | Maritza Guadalupe León García            | 1.73 m   | Nacajuca                |
| Nueva Zelanda        | Candy Barry                              | 1.70 m   | Hamilton                |
| Países Bajos         | Renou Zulfigar                           | 1.73 m   | Ámsterdam               |
| Paraguay             | Clara Silvana Carrillo Gossen            | 1.70 m   | Horqueta                |
| Perú                 | Silvana Vásquez Monier                   | 1.74 m   | Lima                    |
| Polonia              | Karolina Pajaczkowska                    | 1.80 m   | Radom                   |
| Portugal             | Olívia Ortiz                             | 1,74 m   | Lisboa                  |
| Puerto Rico          | Chanty Marie Vargas Meléndez             | 1.77 m   | San Juan                |
| República Checa      | Aneta Vazacova                           | 1.70 m   | České Budějovice        |
| República Dominicana | Laura Mariel Báez Pimentel               | 1.70 m   | Santiago                |
| República Eslovaca   | Miriama Matúšová                         | 1.72 m   | Bratislava              |
| Rumania              | Delia Monica Duca                        | 1.80 m   | Brașov                  |
| Rusia                | Ksenia Sergeyevna Frolova                | 1.78 m   | Novorosíisk             |
| Singapur             | Valentane Huang Ti Xiang                 | 1.72 m   | Ciudad de Singapur      |
| Sudáfrica            | Ti-Amore Fourie                          | 1.74 m   | Pretoria                |
| Suecia               | Anastasia Cergneeva                      | 1.73 m   | Estocolmo               |
| Tailandia            | Kanyarut Pongkumpanart                   | 1.70 m   | Uttaradit               |
| Turquía              | Mona Mine Khalil                         | 1.73 m   | Estambul                |
| Ucrania              | Kateryna Kravtsova                       | 1.71 m   | Kiev                    |
| Uruguay              | Patricia Callero Passarino               | 1.74 m   | Colonia del Sacramento  |
| Venezuela            | María Eugenia Sánchez Pacheco            | 1.77 m   | Barquisimeto            |

### Candidatas retiradas
- Bahamas - Sharie Delva
- Bielorrusia - Maryia Kubrakova
- Camerún - Marie Essouma
- Canadá - Chealse Howell
- Costa Rica - Tania Jiménez Umaña
- Guinea Ecuatorial - Taziana Ekuna Nzo
- Zimbabue - Nokuthaba Vuma

## Datos acerca de las delegadas
Algunas de las delegadas del Miss Intercontinental 2011 han participado en otros certámenes internacionales de importancia:
- Leslie Braumann (Alemania) participó sin éxito en Top Model of the World 2010/2011.
- Hadjer Nezzar Kebaili (Argelia) participó sin éxito en Miss Bikini Internacional 2011.
- Johanna Mariel Lašić Cid (Argentina) participó sin éxito en Miss Universo 2009.
- Melissa Vingerhoed (Bélgica) participó sin éxito en Miss Tierra 2010.
- Daniela Michelle Núñez del Prado Serrano (Bolivia) participó sin éxito en Miss Internacional 2011.
- Luisa de Almeida Lopes (Brasil) participó sin éxito en Miss Tierra 2010.
- Tatiana Nájera Cardona (Colombia) fue primera finalista en Miss Caraïbes Hibiscus 2011.
- Damaris Yamila Aguiar Gómez (Cuba) fue quinta finalista en Reina Hispanoamericana 2012, participó sin éxito en Miss Supranacional 2012 y ganadora de Miss Universal Petite 2013.
- Claudia Adriana García Álvarez (Guatemala) participó sin éxito en Miss Internacional 2010.
- Mónica Kristel Menéndez Brocatto (Honduras) participó sin éxito en Miss Internacional 2014.
- Melanie Santiago Durán (Luxemburgo) participó sin éxito en Top Model of the World 2010/2011.
- Kathlyn Desire (Martinica) participó sin éxito en Miss Turismo Queen Internacional 2007.
- Laetitia Darche (Mauricio) participó sin éxito en Miss Universo 2011.
- Candy Barry (Nueva Zelanda) participó sin éxito en Miss Supranacional 2010.
- Renou Zulfigar (Países Bajos) participó sin éxito en Top Model of the World 2011/2012, Miss Exclusive of the World 2012 y Top Model of The World 2013.
- Clara Silvana Carrillo Gossen (Paraguay) participó sin éxito en el Reinado Internacional del Café 2012.
- Silvana Vásquez Monier (Perú) participó sin éxito en Miss Tierra 2010.
- Olívia Ortiz (Portugal) fue semifinalista en Miss Supranacional 2010, finalista en Miss Exclusive of the World 2011 y  ganadora de Miss Continente Internacional Tur 2012.
- Laura Mariel Báez Pimentel (República Dominicana) fue ganadora de Miss Teenager 2009 y semifinalista en Miss América Latina del Mundo 2012.
- Delia Monica Duca (Rumania) fue ganadora de Miss Diamond of the World 2015, segunda finalista en Miss 7 Continentes 2013, finalista en Princess of the Globe 2013, semifinalista en Miss Turismo Queen Internacional 2008, Miss Globe Internacional 2010 y Supermodel Internacional 2012 y participó sin éxito en Miss United Nations 2012, Miss Universo 2012 y Miss Grand Internacional 2014.
- Patricia Callero Passarino (Uruguay) participó sin éxito en Miss Italia nel Mondo 2010.

## Sobre los países en Miss Intercontinental 2011

### Naciones debutantes
- Argelia
- Belice

### Naciones que regresan a la competencia
Compitió por última vez en 2000:
- Uruguay

Compitió por última vez en 2004:
- Bélgica

Compitió por última vez en 2005:
- China

Compitió por última vez en 2006:
- Nueva Zelanda

Compitió por última vez en 2007:
- Mauricio

Compitieron por última vez en 2008:
- India
- Portugal
- Suecia

Compitieron por última vez en 2009:
- Estonia
- Etiopía
- Guatemala
- República Eslovaca
- Rusia
- Singapur
- Sudáfrica
- Turquía

### Naciones ausentes
Andorra,  Bahamas,  Bielorrusia,  Bonaire,  Canadá,  Costa Rica,  Curazao,  Ghana,  Mali,  Malta,  Moldavia,  Montenegro,  Panamá,  Samoa,  Serbia,  Suiza,  Taiwán,  Tonga y  Trinidad y Tobago no enviaron una candidata este año.